# Hasarius berlandi
Hasarius berlandi is een spinnensoort in de taxonomische indeling van de springspinnen (Salticidae).
Het dier behoort tot het geslacht Hasarius. De wetenschappelijke naam van de soort werd voor het eerst geldig gepubliceerd in 1925 door Roger de Lessert.